# Ranunculus caprarum
Ranunculus caprarum är en ranunkelväxtart som beskrevs av Carl Skottsberg. Ranunculus caprarum ingår i släktet ranunkler, och familjen ranunkelväxter. Inga underarter finns listade i Catalogue of Life.